# Nouvel An chinois (timbre)
Le Nouvel An chinois est l'objet d'émissions annuelles de timbres-poste par plusieurs administrations postales et d'une collection de philatélie thématique auprès des collectionneurs.
Hong Kong est le premier pays à avoir émis dans les années 1960 un timbre pour le nouvel an lunaire. Il est suivi de plusieurs autres pays asiatiques, océanien et du pourtour de l'océan Pacifique qui compte des membres de la diaspora chinoise et qui souhaite proposer des sujets à la mode chez les philatélistes, jusqu'à certains pays européens.
Par ailleurs, de manière ponctuelle et en visant les collectionneurs, des pays ont pu émettre des séries de douze timbres représentant les signes astrologiques chinois.

## Liste partielle des pays dans l'ordre de première émission
- Hong Kong : 1967
- Taïwan : 1968
- République populaire de Chine : 1980
- États-Unis : 1992
- Île Christmas (Australie) : 1994
- Canada : 1997
- France : 2005